# Ljasny
Ljasny (belarusiska: Лясны) är en agropolis i Belarus. Den ligger i voblasten Minsks voblast, i den centrala delen av landet, 15 km nordost om huvudstaden Minsk. Ljasny ligger 246 meter över havet och antalet invånare är 15 000.

## Natur och klimat
Terrängen runt Ljasny är platt. Runt Ljasny är det ganska tätbefolkat, med 120 invånare per kvadratkilometer.. Närmaste större samhälle är Mіnsk, 14,6 km sydväst om Ljasny.
I omgivningarna runt Ljasny växer i huvudsak blandskog.